# Скворцов, Михаил Александрович
Михаил Александрович Скворцов (2 октября 1876 года, г. Москва — 8 марта 1963 года, г. Москва) — патологоанатом, доктор медицинских наук, профессор, академик АМН СССР (1945). Заслуженный деятель науки РСФСР (1943).

## Биография
Михаил Александрович Скворцов родился 2 октября 1876 года в Москве. В 1894 году окончил гимназию, а в 1899 году — медицинский факультет Московского университета.
В разные годы работал на должностях: земский и заводской врач в Калужской губернии (1899—1902); ассистент кафедры патологической анатомии под руководством М. Н. Никифорова, Московский университет (1902—1911); прозектор Морозовской детской больницы (1911—1953); профессор кафедр патологической анатомии 2-го (ныне Российский национальный исследовательский медицинский университет имени Н. И. Пирогова) (1939—1942) и 1-го (1942—1947) Московских медицинских институтов (ныне Первый Московский государственный медицинский университет имени И. М. Сеченова); зав. лаборатории патологической анатомии болезней детского возраста Института нормальной и патологической морфологии (1945) и Института педиатрии АМН СССР (1953). Академик АМН СССР (1945)
Область научных интересов: патологическая анатомия заболеваний детского возраста, анатомия пупочного сепсиса. М.А.Скворцов – основоположник патологической анатомии болезней детского возраста. Он разработал патологическую анатомию поверхностных форм легочного актиномикоза, изучил аллергическую патологию сосудов в раннем детском возрасте, показав значение воспалительной неспецифической реакции миокарда при ревматизме, доказал вирусную природу циррозов печени у детей; им созданы уникальный богатейший музей макро- и микропрепаратов и крупная школа детских патологоанатомов.
Учениками М. А. Скворцова были академик АМН СССР А. П. Авцын (1908—1993), В. М. Афанасьева, профессор Белла Соломоновна Гусман, Т. Е. Ивановская, E. Н. Тер-Григорова и др.
Автор 124 научных работ, посвященных патологии детского возраста, в том числе учебника, руководства и монографий.
Его отличительная черта: Кристальная честность, высокая принципиальность и культура, скромность, личная привлекательность, огромная эрудиция, прекрасные ораторские способности, приветливость,доброжелательное отношение к людям, простота, доступность.
Интересы и хобби: Литература, искусство, история, языкознание, игра на фортепиано, особенно любил Грига.
Михаил Александрович Скворцов скончался 8 марта 1963 года в Москве на 87-м году жизни после тяжелой и продолжительной болезни, похоронен с супругой, Екатериной Андреевной Кост (1888—1975), на Новодевичьем кладбище.

## Награды и звания
- Орден Ленина.
- Орден Трудового Красного Знамени.
- 1-я премии Международного антиревматического комитета за работы по ревматизму (1938).
- Заслуженный деятель науки РСФСР (1943).
- Лауреат Сталинской премии (1949).

## Труды
М. А. Скворцов является автором около 100 научных работ по патологии детского возраста, включая учебники и монографии:
- Очерк патологической анатомии детских инфекционных болезней, М., 1925;
- Патологическая анатомия костного и суставного туберкулеза, в кн.: Краснобаев Т. П. Костно-суставный туб. у детей, с. 27, М.— Л., 1928;
- Гистоморфология ревматического миокардита’и ее клиническое значение, Арх. пат. анат. и физиологии, т. 4, в. 2, с. 7, 1938; О сосудистых заболеваниях военного времени, Клиническая медицина, т. 21, № 9, с. 3, 1943;
- Морфология и патогенез пупочного сепсиса, Педиатрия, № 6, с. 17, 1945;
- Патологоанатомические изменения тканей в месте инъекции раствора сульфидина по Планельесу, там же, № 1, с. 45;
- Патологическая анатомия важнейших заболеваний детского возраста, М., 1946;
- Многотомное руководство по патологической анатомии, под ред. А. И. Струкова, т. 3, М., 1960 (авт. ряда гл. и ред. тома).